# ハリー・ギャラティン
ハリー・ジュニア・ギャラティン (Harry Junior Gallatin, 1927年4月26日 - 2015年10月7日) は、アメリカ合衆国イリノイ州ロクサーナ出身の元バスケットボール選手。出身大学はトルーマン州立大学。1950年代、NBAのニューヨーク・ニックスで活躍し、1991年には殿堂入りを果たした。引退後は指導者に転向し、初代最優秀コーチ賞に選ばれている。

## 選手キャリア
ロクサーナ高校卒業後、第二次世界大戦終結まで兵役に就いていたギャラティンは、除隊後トルーマン州立大学に進学し、2年間のプレイで平均13.2得点、フィールドゴール成功率70.3%という成績を残した。1948年のBAAドラフトでニューヨーク・ニックスから指名を受け、BAA（NBAの前身）入りを果たす。
ギャラティンは1年目から即戦力として活躍し、2年目の1949-50シーズンには早くもオールスターに選ばれた。翌1950-51シーズンには12.8得点12.1リバウンド（リーグ3位）、FG成功率41.6%（リーグ5位）を記録するリーグを代表するセンターに成長する。このシーズンにはエースのカール・ブラウンがチームを去ってしまうが、新たにスコアラーのマックス・ザスロフスキーが加入し、フォワードのヴィンス・ボリーラ、司令塔のディック・マグワイア、ザフロスキー、そしてギャラディンを中心としたニックスはプレーオフを勝ち抜いてファイナルに進出。ロチェスター・ロイヤルズと激戦を繰り広げるが、3勝4敗の末に惜しくも敗れた。ニックスはこのシーズンを皮切りに3年連続ファイナルに進出するチーム最初の黄金期を迎えるが、しかしミネアポリス・レイカーズの全盛期と重なってしまい、続く2年のファイナルは共にレイカーズの前に敗退し、優勝の夢は叶わなかった。
NBA6シーズン目を迎えた1953-54シーズンにギャラティンは全盛期を迎え、13.2得点15.3リバウンドの成績を記録し、初のリバウンド王とオールNBA1stチームに選ばれた。チームもカール・ブラウンがニックスに復帰し、リーグ2位タイの44勝を記録するが、プレーオフではこのシーズンのみに導入されたプレーオフ出場チームによるリーグ戦で4戦全敗を喫してしまい、4年連続ファイナル進出はならなかった。以後もギャラティンは毎年ダブル・ダブルのアベレージを叩き出すリーグ有数のセンターとして活躍するが、チームは優勝が叶わぬまま衰退期を迎えてしまい、ギャラティンは1956-57シーズンを最後に9シーズン過ごしたニックスを去ることになった。
デトロイト・ピストンズで新シーズンを迎えたギャラティンは新天地でも14.9得点10.4リバウンドの好成績を維持していたが、30歳を迎えたこのシーズンを最後に、現役から引退した。
BAA/NBA通算成績は682試合の出場で8843得点6684リバウンド、平均13.0得点11.9リバウンドだった（リバウンド数は1950-51シーズンからの計測）。

## プレースタイルと業績
ギャラティンは身長198cmと1950年代当時としてもセンターとしては小柄な部類に入ったが、毎晩のようにハードワークをこなし、個人の記録よりもチームの勝利を優先するチームプレイヤーだった。その並外れた体力からチームメイトからは"Horse"の愛称で親しまれ、また非常に頑丈な選手で、NBA（BAA）公式戦初出場以来一度も欠場はなく、当時のNBA記録である682試合連続出場記録を樹立した。
- オールスターゲーム：1951年－1957年
- オールNBA1stチーム：1954年
- オールNBA2ndチーム：1955年
- 殿堂入り

## コーチキャリア
ギャラティンは1962-63シーズンからセントルイス・ホークスで指揮を執り、前季29勝に終わった同チームを48勝に導き、このシーズンから新設された最優秀コーチ賞に選ばれた。彼が率いる間のホークスは勝率5割を下回ったことがなかったが、3シーズン目を迎えた1964-65シーズン途中に古巣ニューヨーク・ニックスに引き抜かれ、残りのシーズンと続く1965-66シーズンをニックスで指揮を執ったが、こちらでは成績が振るわず、シーズン途中で解任となった。
2015年10月7日、イリノイ州エドワーズビルで死去した。

## 個人成績
| *    | リーグ1位    |
| 太字 | キャリアハイ |

### レギュラーシーズン
| Season   | Team     | GP  | MPG  | FG%  | FT%  | RPG   | APG | PPG  |
| -------- | -------- | --- | ---- | ---- | ---- | ----- | --- | ---- |
| 1948–49  | NYK      | 52  | –    | .328 | .710 | –     | 1.2 | 8.3  |
| 1949–50  | NYK      | 68  | –    | .396 | .757 | –     | 0.8 | 11.8 |
| 1950–51  | NYK      | 66  | –    | .416 | .732 | 12.1  | 2.7 | 12.8 |
| 1951–52  | NYK      | 66  | 29.3 | .442 | .806 | 10.0  | 3.4 | 11.2 |
| 1952–53  | NYK      | 70  | 33.3 | .444 | .700 | 13.1  | 1.8 | 12.4 |
| 1953–54  | NYK      | 72  | 37.4 | .404 | .784 | 15.3* | 2.1 | 13.2 |
| 1954–55  | NYK      | 72  | 35.4 | .384 | .814 | 13.8  | 2.4 | 14.6 |
| 1955–56  | NYK      | 72  | 33.0 | .386 | .787 | 10.3  | 2.3 | 13.9 |
| 1956–57  | NYK      | 72  | 27.0 | .406 | .800 | 10.1  | 1.2 | 15.0 |
| 1957–58  | DET      | 72  | 27.6 | .379 | .787 | 10.4  | 1.2 | 14.9 |
| Career   | Career   | 682 | 31.9 | .398 | .773 | 11.9  | 1.8 | 13.0 |
| All-Star | All-Star | 7   | 26.5 | .463 | .704 | 9.3   | 2.3 | 8.1  |

### プレーオフ
| Year   | Team   | GP | MPG  | FG%  | FT%  | RPG   | APG | PPG  |
| ------ | ------ | -- | ---- | ---- | ---- | ----- | --- | ---- |
| 1949   | NYK    | 6  | –    | .357 | .821 | –     | 1.7 | 12.0 |
| 1950   | NYK    | 5  | –    | .385 | .781 | –     | 1.2 | 13.0 |
| 1951   | NYK    | 14 | –    | .350 | .770 | 11.6  | 1.9 | 11.8 |
| 1952   | NYK    | 14 | 33.6 | .410 | .773 | 9.6   | 1.4 | 10.8 |
| 1953   | NYK    | 11 | 27.5 | .419 | .746 | 10.9  | 1.4 | 10.5 |
| 1954   | NYK    | 4  | 37.8 | .457 | .710 | 15.3* | 1.5 | 13.5 |
| 1955   | NYK    | 3  | 36.0 | .452 | .773 | 14.7  | 2.3 | 18.3 |
| 1958   | DET    | 7  | 26.0 | .368 | .703 | 10.0  | 1.6 | 12.9 |
| Career | Career | 64 | 31.2 | .390 | .761 | 11.2  | 1.6 | 12.0 |

## コーチ戦績

### NBA
| Team   | Season  | Regular season | Regular season | Regular season | Regular season | Playoffs | Playoffs | Playoffs | Playoffs | Playoffs             |
| Team   | Season  | G              | W              | L              | W-L%           | G        | W        | L        | W-L%     | Results              |
| ------ | ------- | -------------- | -------------- | -------------- | -------------- | -------- | -------- | -------- | -------- | -------------------- |
| STL    | 1962–63 | 80             | 48             | 32             | .600           | 11       | 6        | 5        | .545     | ディビジョン決勝敗退 |
| STL    | 1963–64 | 80             | 46             | 34             | .575           | 12       | 6        | 6        | .500     | ディビジョン決勝敗退 |
| STL    | 1964–65 | 33             | 17             | 16             | .515           | –        | –        | –        | –        | –                    |
| NYK    | 1964–65 | 42             | 19             | 23             | .452           | –        | –        | –        | –        | –                    |
| NYK    | 1965–66 | 21             | 6              | 15             | .286           | –        | –        | –        | –        | –                    |
| Career | Career  | 256            | 136            | 120            | .531           | 23       | 12       | 11       | .522     |                      |